# США на зимних Олимпийских играх 1952
Соединённые Штаты Америки принимали участие в VI Зимних Олимпийских играх, проходивших в Осло (Норвегия) с 14 по 25 февраля 1952 года, где представители США завоевали 11 медалей, из которых 4 золотых, 6 серебряных и 1 бронзовая. На Зимних Олимпийских Играх в Осло, сборную Соединённых Штатов Америки представляли 65 спортсменов (55 мужчин и 10 женщин), выступавших в 8 видах спорта.